# Kyle Sullivan
Kyle Russell Sullivan (* 24. September 1988 in Los Angeles, Kalifornien, USA) ist ein US-amerikanischer Schauspieler.

## Leben
Er begann seine Karriere bereits im Alter von zwei Jahren.
Von 2001 bis 2003 spielte er Malcolms Mitschüler Dabney Hooper in der Sitcom Malcolm mittendrin. Auch lieh er den beiden Figuren Danny O’Farrell und Everitt Konquist in Disneys Fillmore seine Stimme. Des Weiteren hatte er Gastauftritte in Fernsehserien wie Was ist los mit Alex Mack?, NewsRadio, Chicago Hope, Verrückt nach dir, Emergency Room – Die Notaufnahme, und Scrubs – Die Anfänger.
Bis zur Absetzung spielte er die Hauptrolle des Larry Gold in Familienstreit de Luxe.

## Filmografie
- 1996: Was ist los mit Alex Mack? (The Secret World of Alex Mack, Fernsehserie, eine Folge)
- 1997: NewsRadio (Fernsehserie, eine Folge)
- 1997: Seinfeld (Fernsehserie, eine Folge)
- 1997: Chicago Hope – Endstation Hoffnung (Chicago Hope, Fernsehserie, eine Folge)
- 1997: Verrückt nach dir (Mad About You, Fernsehserie, eine Folge)
- 1998: Ein Wink des Himmels (Promised Land, Fernsehserie, eine Folge)
- 1998: Star Force Soldier (Soldier)
- 1999: G vs E (Fernsehserie, eine Folge)
- 1999: The Amanda Show (Fernsehserie, eine Folge)
- 1999: Dienstags bei Morrie (Tuesdays with Morrie, Fernsehfilm)
- 2000: Cover Me: Based on the True Life of an FBI Family (Fernsehserie, 2 Folgen)
- 2000: Geppetto, der Spielzeugmacher (Geppetto)
- 2000: Emergency Room – Die Notaufnahme (ER, Fernsehserie, eine Folge)
- 2000–2005: All That (Fernsehserie, 33 Folgen)
- 2001: Max Keebles großer Plan (Max Keeble’s Big Move)
- 2002: Meister der Verwandlung (The Master of Disguise)
- 2002–2003: Whatever Happened to Robot Jones? (Fernsehserie, 3 Folgen, Stimme von Socks)
- 2000–2003: Malcolm mittendrin (Malcolm in the Middle, Fernsehserie, 24 Folgen)
- 2002–2004: Fillmore! (Fernsehserie, 22 Folgen, Stimme von Danny O’Farrell)
- 2004: Scrubs – Die Anfänger (Scrubs, Fernsehserie, eine Folge)
- 2005: All That 10th Anniversary Reunion Special (Fernsehfilm)
- 2005–2007: Familienstreit de Luxe (The War at Home, Fernsehserie, 44 Folgen)